# Matilde Orduña Langarita
Matilde Orduña Langarita (Barcelona, 16 de febrer de 1874 - ?, ?) va ser una mestra d'educació primària catalana.
Va començar a treballar el 1897 com a mestra a Calafell. Exercint encara en aquesta localitat, va ser una de les persones pensionades el 1912 per la Junta per a l'Ampliació d'Estudis i Investigacions Científiques (JAEIC) per viatjar durant dos mesos, del 18 d'abril al 20 de juny, per França i Bèlgica amb un grup de mestres, dirigit per l'inspector d'ensenyament Luis Álvarez-Santullano, per estudiar qüestions relacionades amb l'educació i contribuir a la modernització de la instrucció a Espanya. Quan va tornar del viatge va intentar aplicar algunes millores a la seva escola, d'acord amb el que havia observat relatiu als hàbits higiènics, però no sempre amb èxit.
El 1926 va canviar de destinació i va obtenir la plaça de mestra de l'escola de nenes d'Esplugues de Llobregat, que estava situada al costat de la casa consistorial. A la localitat hi vivia el seu germà Antoni, comerciant de professió, que estava casat amb Conxita Udina. Orduña, juntament amb les seves germanes es va instal·lar al pis dels mestres que hi havia a l'edifici de l'escola. Va treballar com a mestra a la localitat fins a la jubilació. Es diu que va ser una persona respectada i compromesa amb la seva feina. Va aconseguir que l'Ajuntament tingués la iniciativa de fer una escola de pàrvuls, que va dirigir la seva cunyada.
El 1974, en bastir-se un nou centre educatiu al barri de Can Vidalet, l'Ajuntament d'Esplugues de Llobregat va decidir donar-li el nom de Matilde Orduña, en reconeixement d'haver estat una de les primeres mestres que va exercir la professió a la ciutat.